# Хендель, Томаш
Томаш Романо Перейру Сантуш Хэндель (порт. Tomás Romano Pereira Santos Händel; более известный, как Томаш Хэндель порт. Tomás Händel род. 27 ноября 2000, Гимарайнш) — португальский футболист, полузащитник клуба «Витория Гимарайнш».

## Клубная карьера
Хэндель — воспитанник клубов «Морейренсе» и «Витория Гимарайнш». В 2019 году игрок начал выступать за дублирующий состав последних. 26 июля 2021 года в поединке Кубка португальской лиги против «Лейшойнш» Томаш дебютировал за основной состав. 22 августа в матче против «Визела» он дебютировал в Сангриш лиге. 14 мая 2023 года в поединке против «Риу Аве» Томаш забил свой первый гол за «Витория Гимарайнш». 